# ミラス (ミサイル)
ミラス（フランス語: MILAS）は、イタリアのオート・メラーラ社とフランスのマトラ社によって開発された対潜ミサイル。

## 来歴
1970年代後半、フランス海軍が長距離対潜火力を廃して哨戒ヘリコプターを重視するという決定を覆した直後に、開発の検討が開始された。正式な開発要求は1985年に発出され、1987年の夏に本機の設計が採択された。了解覚書（MoU）は1987年9月に締結された。
試作弾による最初の試射は1989年6月に行われた。1994年4月21日には、イタリア海軍の試験艦「カラビニエーレ」を用いて、完成弾による試射が行われた。

## 設計
基本的には、やはり両社が共同開発したオトマートMk.2艦対艦ミサイルをもとに、弾頭を対潜用の短魚雷に換装したものとなっている。ミサイルの巡航高度は200mで、オトマートMk.2と同様に、飛翔中に目標情報の更新を受けることができる。
フランス海軍は収束帯（CZ）による長距離探知に見合うスタンドオフ性能を求めていた。これに応じて、本機は35 kmの射程を備えており、この距離を3分で飛翔することができる。哨戒ヘリコプターが15分待機であったことを考えると、即応性の点では大きなアドバンテージであった。なお単純に直線距離で飛翔した場合の最大射程は60 kmに達する。
目標の近傍に達してターボジェット・サステナーが消火すると、まず減速用パラシュートを開いて減速、短魚雷を切り離す。短魚雷は姿勢制御・降下用パラシュートを開いて、姿勢を整えて着水、音響ホーミングによって敵潜水艦を捕捉・追尾を開始する。長距離射程での目標捕捉公算は15％程度とされている。
なお弾頭として用いられる短魚雷は、やはり両国が共同開発したMU90「インパクト」が標準であるが、イギリスのスティングレイやアメリカ合衆国のMk.46への換装も可能である。